# ガエタン・ビュスマン
ガエタン・ビュスマン（Gaëtan Bussmann 、1991年2月2日 - ）は、フランス・エピナル出身のプロサッカー選手。FCエルツゲビルゲ・アウエ所属。ポジションは、ディフェンダー(LSB)。

## 経歴
地元クラブのSASエピナルでキャリアをスタート。2004年、13歳の時にFCメスに加入。2010年6月、メスとプロ契約を締結。期間は2015年6月までの5年。8月のヴァンヌOC戦でプロデビュー。
2015年8月、1.FSVマインツ05がボルシア・ドルトムントに移籍したパク・チュホの後釜として獲得。移籍金は100万ユーロ、契約は2年で延長オプション付き。
2018年1月29日、SCフライブルクに買取オプション付きの期限付き移籍で加入。

## タイトル
- UEFA U-19欧州選手権2010